# Myiagra cyanoleuca
Monarca-acetinado ou papa-moscas-acetinado (Myiagra cyanoleuca) é uma espécie de ave da família Monarchidae.
Pode ser encontrada nos seguintes países: Austrália, Indonésia, Nova Zelândia e Papua-Nova Guiné.
Os seus habitats naturais são: florestas temperadas e florestas subtropicais ou tropicais húmidas de baixa altitude.